# مراد أباد (ديناران)
مراد أباد (بالفارسية: مرادآباد) هي قرية تقع في إيران في قسم دیناران الريفي. يقدر عدد سكانها بـ 28 نسمة بحسب إحصاء 2016.